# 隼町
隼町（はやぶさちょう）は、東京都千代田区の町名。最高裁判所が所在し、隣接する永田町・霞が関とともに日本の首都機能を担っている。「丁目」の設定のない単独町名である。住居表示実施済みの地域。

## 地理
千代田区の西部に位置する。北部は東京FM通りに接し、これを境に麹町に接する。東部は内堀通り・桜田濠に接し境に皇居（千代田）になる。南部は青山通りに接し、これを境に永田町に接する。西部は半蔵門駅通りに接し、これを境に平河町に接する（地名はいずれも千代田区）。
隼町は国立劇場と最高裁判所があるところとして知られ、両施設が町域内の主体的な存在となっている。他にビルのほか、少数ながら住宅も見られる。

## 歴史
本来、隼町とは現在の隼町の北隣に当たる麹町一丁目南側の地域をいった。この旧：隼町は江戸時代初期は旗本屋敷で、1604年（慶長9年）より明暦の大火で消失するまでの間、日枝神社が存在した。1691年（元禄4年）火除地となった後、1697年（元禄10年）町屋が起立し、隼町が成立した。
一方、現在の隼町町域は江戸時代を通して武家地であったといわれている。三宅坂の由来となっている田原藩三宅家上屋敷は渡辺崋山が生まれ住んだ所としても知られる。
1872年（明治5年）に隼町は麹町山元町一丁目と改称し、南隣の武家地が麹町隼町と呼ばれるようになった。戦前は三宅坂一帯が陸軍の拠点となっており、隼町にも東京第一衛戍病院（現：国立国際医療研究センター）、教育総監部、陸軍航空本部などが置かれていた。戦後は最高裁判所が置かれ、日本の司法の中心となった。1973年（昭和48年）住居表示を実施して現在に至る。

### 地名の由来
徳川家康の江戸入府当初、鷹匠屋敷があったことによる。全国各地に見られる鷹匠町と同義である。

## 世帯数と人口
2025年（令和7年）3月1日現在（千代田区発表）の世帯数と人口は以下の通りである。
- 世帯数 : 209世帯
- 人口 : 272人

### 人口の変遷
国勢調査による人口の推移。
| 年                 | 人口 |
| ------------------ | ---- |
| 1995年（平成7年）  | 98   |
| 2000年（平成12年） | 458  |
| 2005年（平成17年） | 473  |
| 2010年（平成22年） | 468  |
| 2015年（平成27年） | 471  |
| 2020年（令和2年）  | 425  |

### 世帯数の変遷
国勢調査による世帯数の推移。
| 年                 | 世帯数 |
| ------------------ | ------ |
| 1995年（平成7年）  | 42     |
| 2000年（平成12年） | 329    |
| 2005年（平成17年） | 352    |
| 2010年（平成22年） | 344    |
| 2015年（平成27年） | 353    |
| 2020年（令和2年）  | 333    |

## 学区
区立小・中学校に通う場合、学区は以下の通りとなる（2017年8月現在）。なお、千代田区の中学校では学校選択制度を導入しており、区内全域から選択することが可能。
- 区域 : 全域
  - 小学校 : 千代田区立麹町小学校
  - 中学校 : 千代田区立麹町中学校 または 千代田区立神田一橋中学校

## 交通
町域内を南北に国立劇場通りが通っている。南東端は三宅坂交差点で、当交差点で青山通り（青山通りは当交差点が始点となっている）と内堀通りが合流し交通の要所となっている。また、東部の内堀通りの部分は坂になっており「三宅坂」と呼ばれている。三宅坂の知名度は高く、付近の地理を示す時は地名である隼町などいうよりも「三宅坂」の方が通りがいいことがある。
当地域に鉄道駅はないが、地下鉄半蔵門線・半蔵門駅や永田町駅が利用可能である。

## 事業所
2021年（令和3年）現在の経済センサス調査による事業所数と従業員数は以下の通りである。
- 事業所数 : 104事業所
- 従業員数 : 2,758人

### 事業者数の変遷
経済センサスによる事業所数の推移。
| 年                 | 事業者数 |
| ------------------ | -------- |
| 2016年（平成28年） | 81       |
| 2021年（令和3年）  | 104      |

### 従業員数の変遷
経済センサスによる従業員数の推移。
| 年                 | 従業員数 |
| ------------------ | -------- |
| 2016年（平成28年） | 1,168    |
| 2021年（令和3年）  | 2,758    |

## 施設

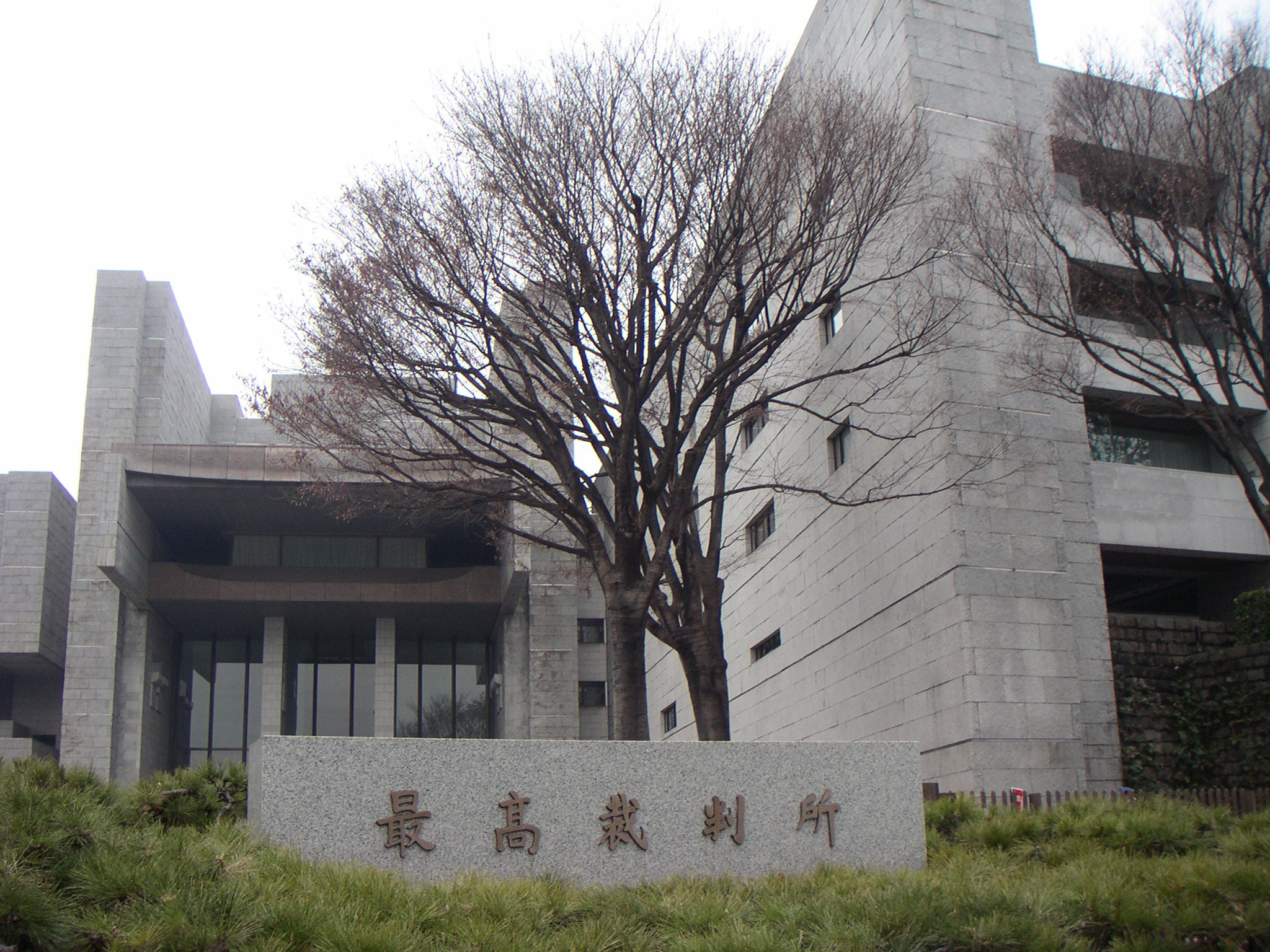
最高裁判所
  - 最高裁判所図書館
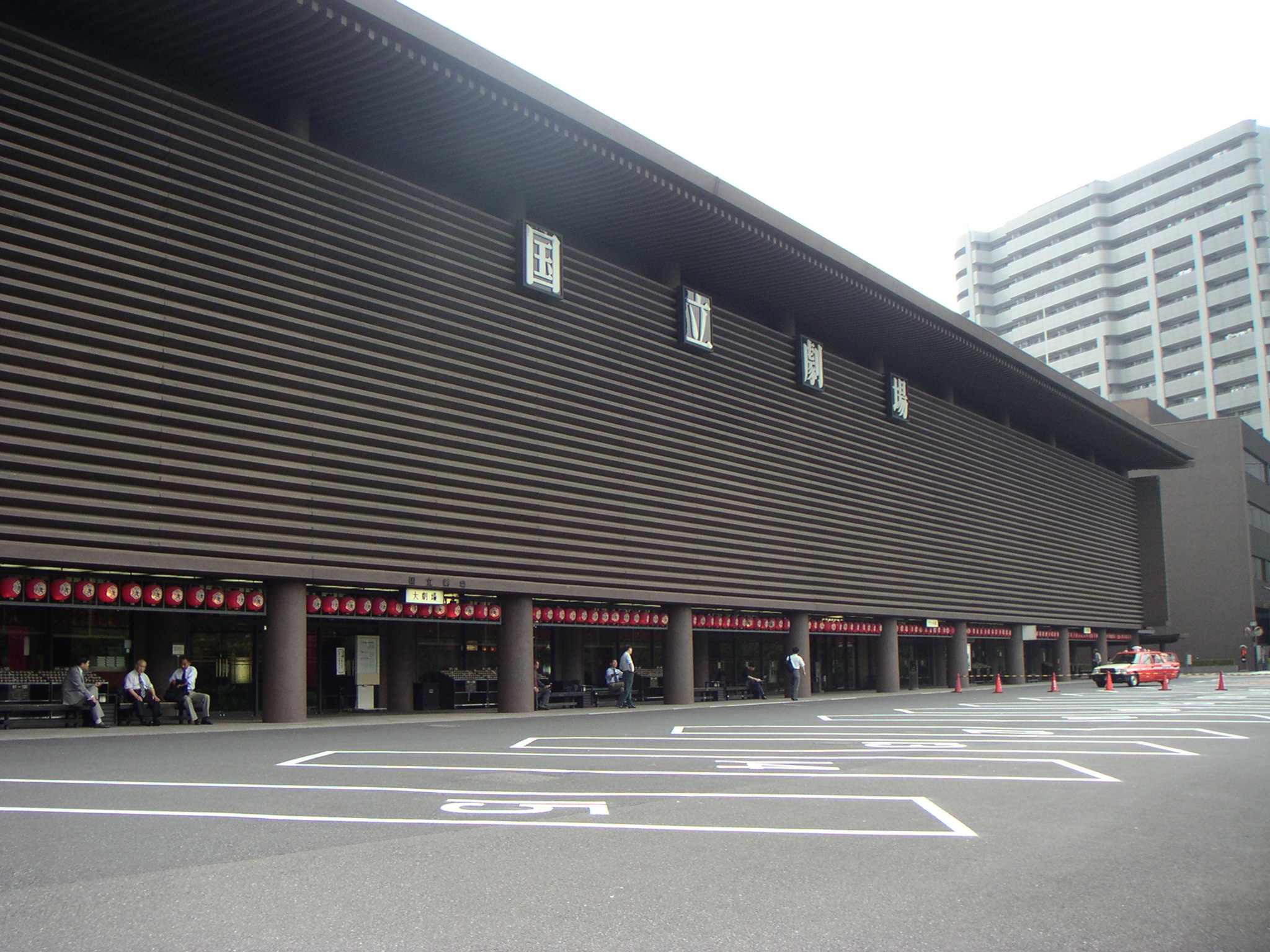
国立劇場
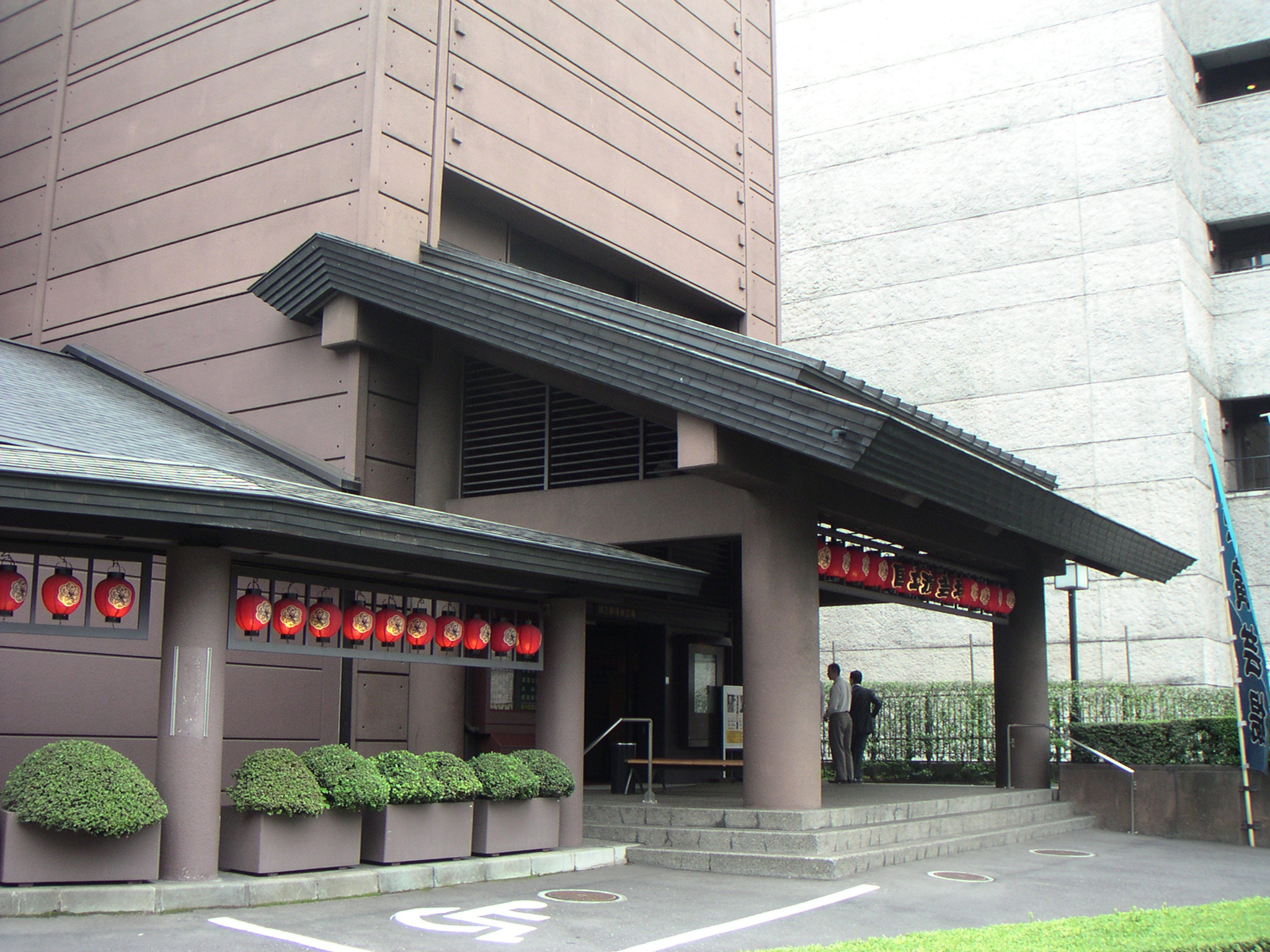
国立演芸場（国立劇場傍）
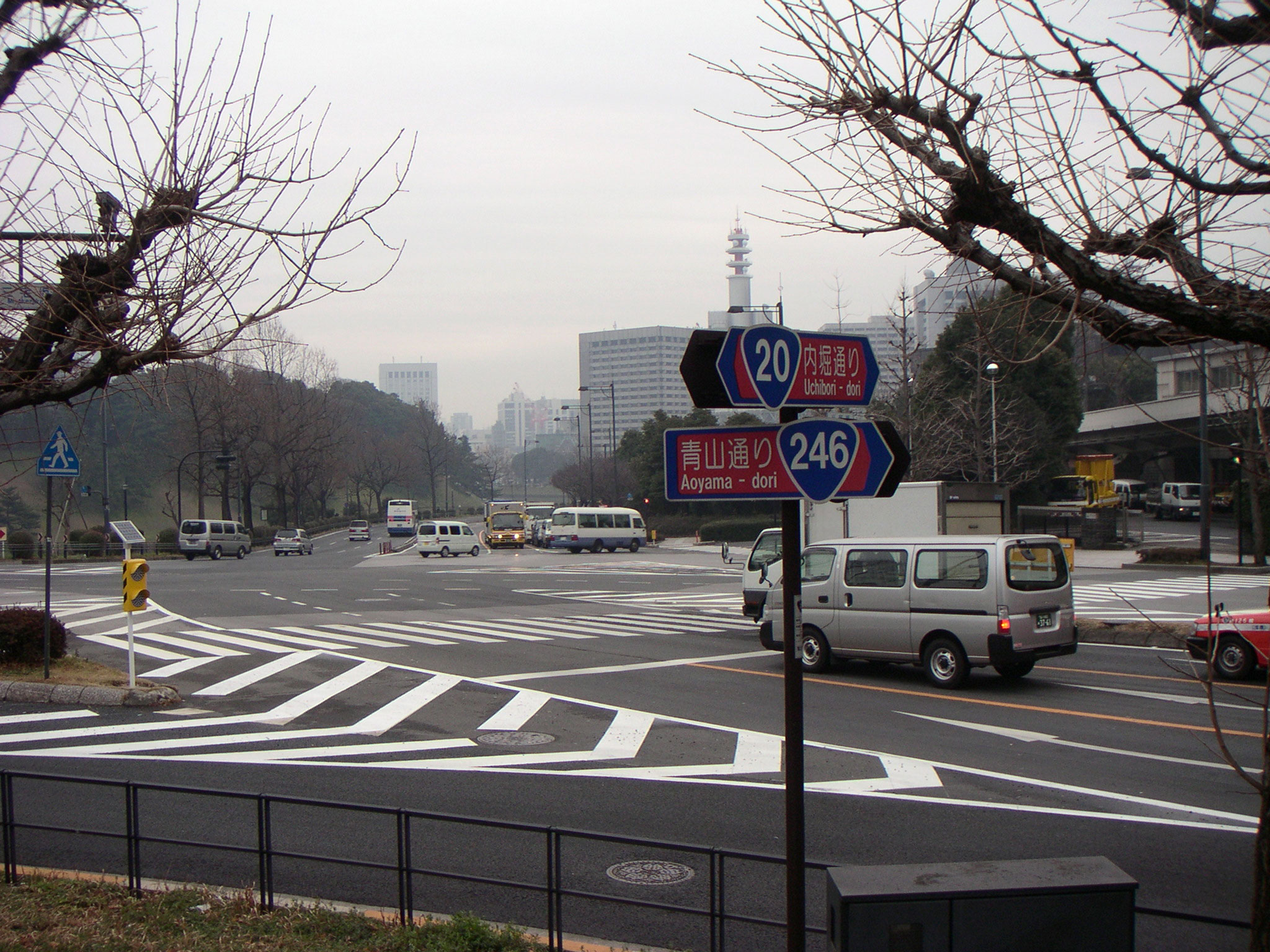
三宅坂交差点

- 伝統芸能情報館
- 隼町分庁舎（警視総監公邸）
- 隼町住宅（警視庁独身者向け官舎）
- グランドアーク半蔵門

- 最高裁判所
- 国立劇場
- 国立演芸場
- 三宅坂交差点

## その他

### 日本郵便
- 郵便番号 : 102-0092[4]（集配局 : 麹町郵便局[16]）。